# مكتب أسواق ومعارض الدار البيضاء
مكتب أسواق ومعارض الدار البيضاء (بالفرنسية: Office des foires et expositions de Casablanca) هو مركز مؤتمرات أي معرض كبير في مدينة الدار البيضاء المغربية. إنشئ باسم «معرض الدار البيضاء الدولي» (La Foire Internationale de Casablanca أي FIC) إبان فترة ما يسمى الحماية الفرنسية عام 1937 كشركة مساهَمة خاصة ذات 4 ملايين فرنك فرنسي من الرأسمال.
تغير اسمه إلى مكتب أسواق ومعارض الدار البيضاء. من أبرز نشطاته هو عقد معرض الدار البيضاء الدولي للنشر والكتاب سنويا.